# Кларкстон
Кла́ркстон (англ. Clarkston, шотл. Clarkston) — місто в центрі Шотландії, в області Східний Ренфрюшир.
Населення міста становить 18 900 осіб (2006).